# BoardGameGeek
BoardGameGeek is een website voor liefhebbers van bordspelen, kaartspellen en wargames. De site werd in januari 2000 opgezet door Scott Alden en Derk Solko. De via deze website toegankelijke database bevat artikelen over 25.000 verschillende spellen, uitbreidingen op spellen en ontwerpers van spellen. Daarnaast bevat BoardGameGeek forums, veel online bordspellen en een database met spelers om liefhebbers van hetzelfde spel te helpen elkaar te vinden.

## Spelwaardering
Naast de spellendatabase biedt BoardGameGeek statistische informatie over de waardering van spellen door de spelers. Spelers kunnen een spel waarderen op een schaal van 1 tot 10. Van deze spelwaarderingen wordt een spellenranglijst gemaakt (mits er voldoende spelwaarderingen zijn).
Spelers kunnen ook aangeven hoe complex een spel is op een schaal van 1 tot 5. Dit kan bijvoorbeeld gebruikt worden om na te gaan of een spel geschikt is voor kinderen. Deze complexiteitswaardering wordt niet gebruikt bij het samenstellen van de ranglijst.

## Spelers
BoardGameGeek is een grote, internationale virtuele gemeenschap met meer dan 110.000 spelers in december 2006.
Een van de activiteiten van BoardGameGeek is het opzetten van 'GeekLists': lijsten van spellen rond een thema of spellen die mensen willen verhandelen. In deze forums wordt bijvoorbeeld gediscussieerd over de strategie voor een spel of over verbeteringen van de spelregels. Spelers leren elkaar ook kennen in een chatroom voor een spel of door de vragen en antwoorden: de 'GeekQuestions'. Zo is er bijvoorbeeld een grote virtuele gemeenschap van liefhebbers van (varianten van) Weerwolven van Wakkerdam.